# Debout les crabes, la mer monte !
Pour plus de détails, voir Fiche technique et Distribution.
Debout les crabes, la mer monte ! est un film français réalisé par Jean-Jacques Grand-Jouan, sorti en 1983.

## Synopsis
Le programme de Marthe à sa sortie de prison est clair. Elle envisage de se rendre à Nantes pour se venger, mais voilà que le sort en décide autrement. Privée d'homme pendant plusieurs années d'incarcération, Marthe ne tient plus. Dans le train, c'est Louis Paimbœuf, un professeur de géographie, qui fait l'objet de son choix. Bouleversé, le brave homme lui propose de séjourner quelque temps chez lui pour se refaire une santé avant de reprendre sa route. Selon lui, sa femme Agnès sera ravie d'aider Marthe à se réinsérer. Marthe s'installe donc chez les Paimbœuf...

## Fiche technique
- Titre : Debout les crabes, la mer monte !
- Réalisateur : Jean-Jacques Grand-Jouan
- Scénario : Jean-Jacques Grand-Jouan, Philippe Dumarçay, Pascal Aubier et Pierre Fabre, d'après une idée de Bertrand Blier
- Musique : Eric Demarsan
- Photographie : Eduardo Serra
- Montage : Annick Rousset-Rouard
- Décors : Jean-Pierre Braun
- Pays d'origine :  France
- Langue : français
- Genre : comédie
- Format : couleur (Fujicolor) - 35 mm
- Durée : 90 minutes
- Date de sortie : France : 17 août 1983

## Distribution
- Martin Lamotte : Louis
- Véronique Genest : Marthe
- Virginie Thévenet : Agnès
- Richard Bohringer : Polo
- Valérie Mairesse : Mademoiselle
- Dominique Lavanant : Mireille
- Luis Rego : L'avocat
- László Szabó : Le directeur
- Roland Dubillard : Le poulet
- Jean-Pierre Sentier : Mimi
- Jacques Chailleux : Les jumeaux
- Pascal Aubier : Le maton
- Daniel Laloux : Le chef
- Hubert Saint-Macary : Le timide
- Charlotte Maury : La patronne
- Jacques Michel : Le gus
- Brigitte Chamarande : Taxi jaune
- Sylvie Flepp : Colette